# Bad Bayersoien
Bad Bayersoien er en kommune i Landkreis Garmisch-Partenkirchen i Regierungsbezirk Oberbayern i den tyske delstat Bayern. Den er en del af Verwaltungsgemeinschaft Saulgrub.
Bad Bayersoien ligger i Region Oberland.
- Udsigt over Soier See mod Bad Bayersoien
- Udsigt over Soier See mod nordvest
- St. Georgkirken

- Wikimedia Commons har flere filer relateret til Bad Bayersoien